# Victor Fris
Victor Fris  (Geraardsbergen, 18 februari 1877 - Elsene, 24 mei 1925) was een Belgisch hoogleraar aan de Gentse universiteit en stadsarchivaris van dezelfde stad.

## Loopbaan
Na onderwijs aan de école moyenne in Geraardsbergen en het athénée royal in Aat, studeerde Fris geschiedenis en aardrijkskunde aan de universiteit van Gent, waar hij met de hoogste onderscheiding de titel van doctor in de wijsbegeerte en de letteren behaalde. Met leermeesters als Paul Fredericq en Henri Pirenne had hij een uitstekende opleiding genoten.
In 1899 werd Fris leerkracht aan het atheneum in Verviers en vervolgens te Oostende. Een jaar later behaalde hij het getuigschrift van archivaris-paleograaf. Hij werd laureaat van het 'Concours des Universités' in 1901, wat hem een gouden palm van de stad Gent opleverde. In 1902 was hij laureaat van de Koninklijke Vlaamse Academie. Aan het Koninklijk Atheneum van Gent was hij vanaf december 1903 onderwijzer.
Tweemaal was Fris laureaat van de Koninklijke Academie van België. In 1912 verkreeg hij de Bergmannprijs en een jaar later de prijs De Keyn. Vanaf 1907 was hij lid van de Académie royale d'Archéologie de Belgique, vanaf 1908 van de Maatschappij van Nederlandsche Letterkunde te Leiden en van de Maatschappij van Geschied- en Oudheidkunde te Gent was hij secretaris sinds 1907. In die hoedanigheid organiseerde hij mee het congres van de Fédération Archéologique dat tijdens de Wereldtentoonstelling van 1913 plaatsvond.
Naast zijn academische loopbaan was Fris vanaf 19 maart 1917 tevens archivaris van de stad Gent, nadat hij al sinds 1909 in de stedelijke Archiefcommissie zetelde. In april 1919 werd Fris ere-onderwijzer van het Gents Atheneum. Vanaf dan gaf Fris les aan de Gentse universiteit. Vakken die Fris zou doceren waren diplomatiek en, als opvolger van Fredericq, nationale geschiedenis. Vanaf oktober 1919 gaf hij ook lessen Histoire de la civilisation aan de normaalschool.
Als auteur bracht Fris meerdere geschiedkundige werken over Vlaanderen, Gent en zijn geboortestad Geraardsbergen uit. Zijn talent werd bekroond met een benoeming tot Ridder in de Leopoldsorde en het toekennen van het Franse Legioen van Eer.